# Frank Sachnowitz

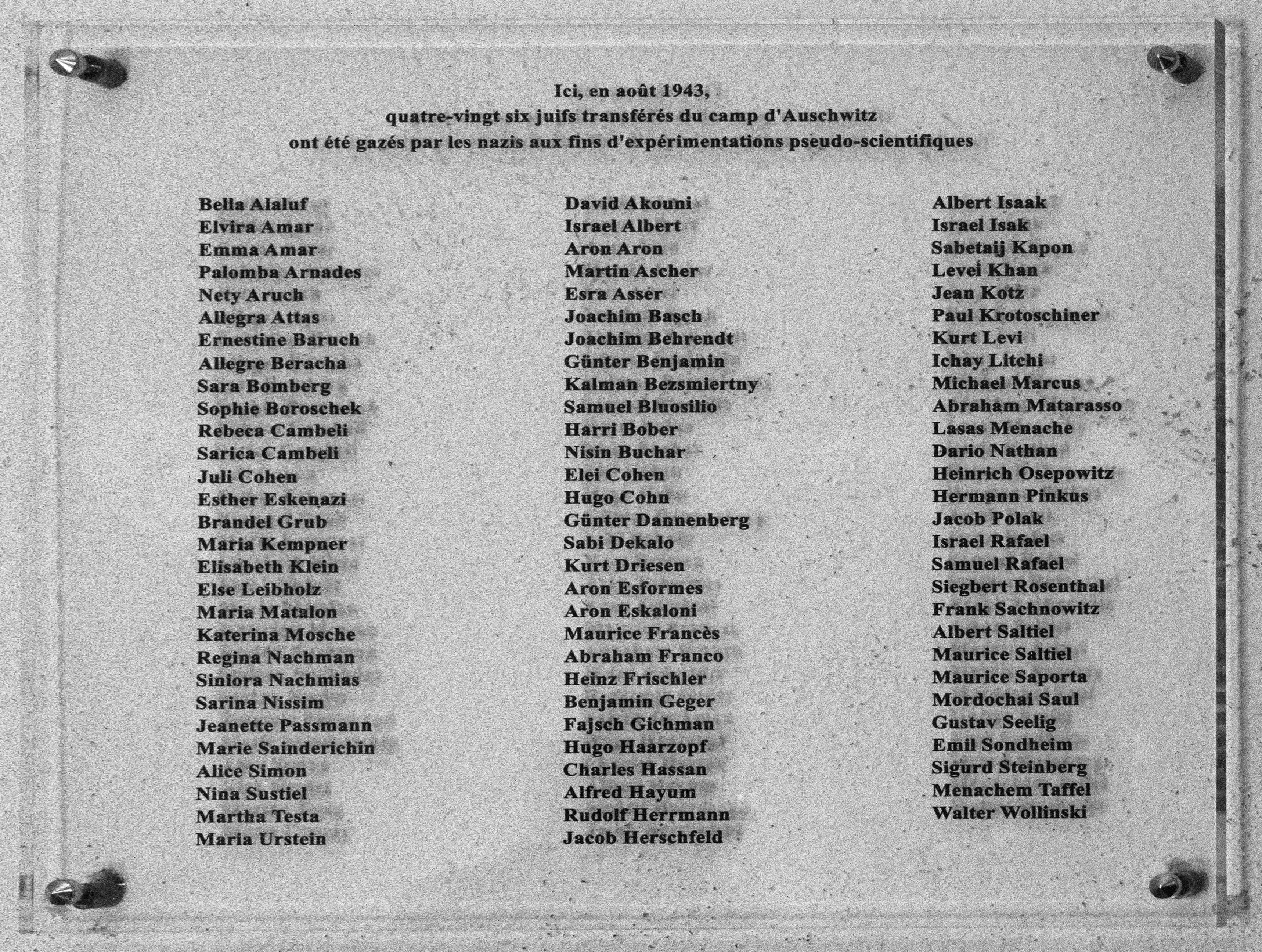
Gedenkplakette in Natzweiler-Struthof mit 86 Namen von Ermordeten

Frank Sachnowitz (* 8. Februar 1925 in Larvik; † 17. oder 19. August 1943 im KZ Natzweiler-Struthof) war ein norwegisches Opfer des Holocaust und einer von 86 jüdischen Frauen und Männern, die zum Zwecke einer Skelettsammlung von August Hirt ermordet wurden.

## Leben und Tod
Frank Sachnowitz wurde im norwegischen Larvik als Sohn von Israel und Sara Sachnowitz geboren. Am 16. Oktober 1939 verstarb seine aus Riga stammende Mutter. Nach dem Überfall der Wehrmacht auf Norwegen im April 1940 wurden seine älteren Brüder Martin, Elias und Samuel verhaftet und erst nach Folterungen wieder freigelassen. In der Nacht zum 26. Oktober 1942 wurde er mit seinem Vater und seinen vier Brüdern auf einem Bauernhof, der ihnen als Rückzugsort diente, von norwegischen Hirden verhaftet. Alle wurden im Lager Berg bei Tønsberg interniert und schließlich nach Oslo gebracht. Von dort wurden sein Vater, seine Brüder und seine Schwester Marie am 26. November von Oslo mit dem Deportationsschiff  Donau nach Stettin und mit 525 weiteren norwegischen Juden in Viehwaggons ins KZ Auschwitz deportiert. Nach der Selektion wurden er und seine Brüder zur Zwangsarbeit im KZ Buna-Monowitz eingeteilt. Weitere 181 Männer des Transports wurden in das Lager eingewiesen. Vater Israel und seine Schwester Marie wurden zusammen mit weiteren 344 Juden sofort in der Gaskammer ermordet. Mit dem zweiten Transport der MS Gotenland aus Norwegen wurden auch seine beiden in Norwegen verbliebenen Schwestern Rita und Frida ins KZ Auschwitz deportiert und dort direkt nach ihrer Ankunft vergast. Wegen Körperschwäche wurde Frank Sachnowitz am 6. Mai vom Häftlingskrankenbau Buna ins Stammlager Auschwitz überwiesen und am 30. Juli 1943 ins KZ Natzweiler-Struthof deportiert. Dort wurde er am 17. oder 19. August in der Gaskammer ermordet. Seine Leiche wurde in den Anatomiekeller der Reichsuniversität Straßburg unter Leitung von Direktor August Hirt verlegt und sollte in der geplanten Straßburger Schädelsammlung ausgestellt werden.
Ein Teil der konservierten Leichenteile wurden bei der Befreiung Straßburgs am 23. November 1944 aufgefunden und auf dem jüdischen Friedhof Straßburg beigesetzt. Mit Hilfe der von Anatomiehelfer Henri Henripierre aufgezeichneten Häftlingsnummern der Leichen und jahrelangen Archivrecherchen gelang es dem Holocaust-Forscher Hans-Joachim Lang, die Lebensläufe aller 86 Opfer zu rekonstruieren, wobei die Nummer 79238 Frank Sachnowitz zugeordnet wurde. Sein Bruder Herman Sachnowitz hatte als Einziger der Familie den Holocaust überlebt und starb im Jahre 1978 in Oslo.

## Gedenken

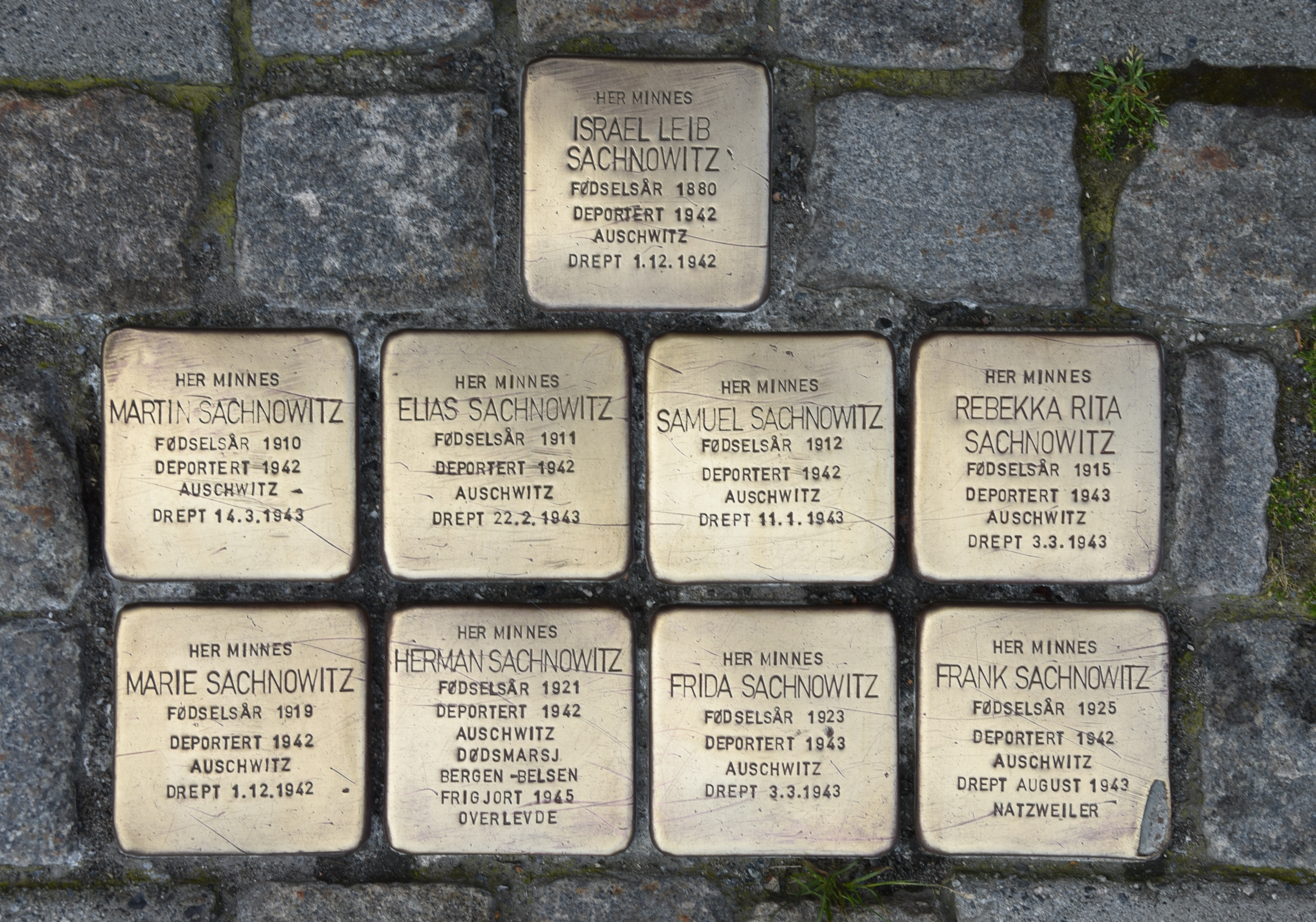
Stolpersteine in Larvik

Im Jahr 2012 wurden in Larvik Stolpersteine für die Familie verlegt.